# Douglas Warner
Pour les articles homonymes, voir Warner.
Douglas Warner est le pseudonyme conjoint de deux écrivains britanniques John Desmond Currie et Elisabeth Warner. Ils ont publié six romans policiers dont les titres en version originale ont la particularité de commencer par Death of.
Le premier roman Mort d'une mouche (Death of a Smout) est publié en 1961. Il retrace la guerre entre deux gangs londoniens et est selon Claude Mesplède « un superbe roman, version anglaise des ouvrages français des années 1950. On y retrouve les malfrats de la vieille époque aux noms si pittoresques  dans un univers uniquement masculin où règne la violence ».

## Œuvre

### Romans
- Death of a Smout, 1961
  - Mort d'une mouche, Série noire no 804, 1963
- Death of a Bogey, 1962
  - Une veine de pendus, Série noire no 814, 1963
- Death of a Cop, 1962
- Death of a Tom, 1963
  - Pléthore d’hétaïres, Série noire no 822, 1963
- Death of a Dreamer, 1964
- Death of a Warm Wind, 1968

## Adaptations

### Au cinéma
- 1963, L'Indic (The Informers), film britannique réalisé par Ken Annakin, adaptation de Mort d'une mouche (Death of a Smout), avec Nigel Patrick

### À la télévision
- 1963 : Death of a Cop, épisode 32, première saison, de la série télévisée Suspicion, réalisée par Joseph M. Newman, adaptation du roman éponyme, avec Victor Jory

## Sources
- Claude Mesplède, Les années "Série noire" : bibliographie critique d'une collection policière, vol. 1 : 1945-1959, Amiens, Editions Encrage, coll. « Travaux » (no 13), 1992 (ISBN 978-2-906-38934-2), p. 180-186-190.
- Claude Mesplède et Jean-Jacques Schleret, SN, voyage au bout de la Noire : inventaire de 732 auteurs et de leurs œuvres publiés en séries Noire et Blème : suivi d'une filmographie complète, Paris, Futuropolis, 1982 (OCLC 11972030), p. 373